# Domaháza
Domaháza község Borsod-Abaúj-Zemplén vármegyében, az Ózdi járásban.

## Fekvése
A falu a 2306-os út mentén Miskolctól kb. 70, Ózdtól kb. 17 kilométerre nyugatra fekszik. A vármegye legnyugatibb települése.

## Története
A település a 13. században jött létre, templomát 1332-ben említik először. Eredeti neve a Hangony-patak közeli forrása után Hangony-fő volt, mai nevét Domahidi János földbirtokosról kapta. A tatárjárás során és a török időkben a községet többször feldúlják. A falu nem hódolt be a töröknek, részt vettek Eger várának védelmében, ezért 1517-ben több domaházi család nemesi címet kapott.
A település lakói mezőgazdasággal foglalkoztak, a 20. században az ózdi kohászat is munkát adott nekik.
1976 és 1979 között a községben élt és alkotott Feszty Árpád lánya, Feszty Masa festő.

## Közélete

### Polgármesterei
- 1990–1994: Németh József (független)[3]
- 1994–1998: Németh József (független)[4]
- 1998–2002: Elek István (független)[5]
- 2002–2006: Elek István (független)[6]
- 2006–2010: Elek István (független)[7]
- 2010–2014: Elek István (független)[8]
- 2014–2019: Elek István (Fidesz-KDNP)[9]
- 2019–2024: Elek István (Fidesz-KDNP)[10]
- 2024– : Medve Csaba (független)[1]

## Népesség
A település népességének változása:
| Lakosok száma | 825  | 852  | 828  | 752  | 819  | 796  | 776  |
|               | 2013 | 2014 | 2015 | 2021 | 2022 | 2023 | 2024 |

A 2001-es népszámláláskor a település lakosságának 78%-a magyar, 22%-a cigány nemzetiségűnek vallotta magát.
A 2011-es népszámlálás során a lakosok 96%-a magyarnak, 14% cigánynak mondta magát (4% nem nyilatkozott; a kettős identitások miatt a végösszeg nagyobb lehet 100%-nál). A vallási megoszlás a következő volt: római katolikus 67,9%, református 0,8%, görögkatolikus 0,2%, felekezeten kívüli 19,7% (11,1% nem válaszolt).
2022-ben a lakosság 93,5%-a vallotta magát magyarnak, 20,8% cigánynak, 0,1% bolgárnak, 0,1% románnak, 0,6% egyéb, nem hazai nemzetiségűnek (6,5% nem nyilatkozott; a kettős identitások miatt a végösszeg nagyobb lehet 100%-nál). Vallásuk szerint 63,7% volt római katolikus, 0,9% református, 0,2% egyéb keresztény, 13,2% felekezeten kívüli (19% nem válaszolt).

## Látnivalók
- Római katolikus templom. Árpád-házi Szent Erzsébet tiszteletére felszentelt.

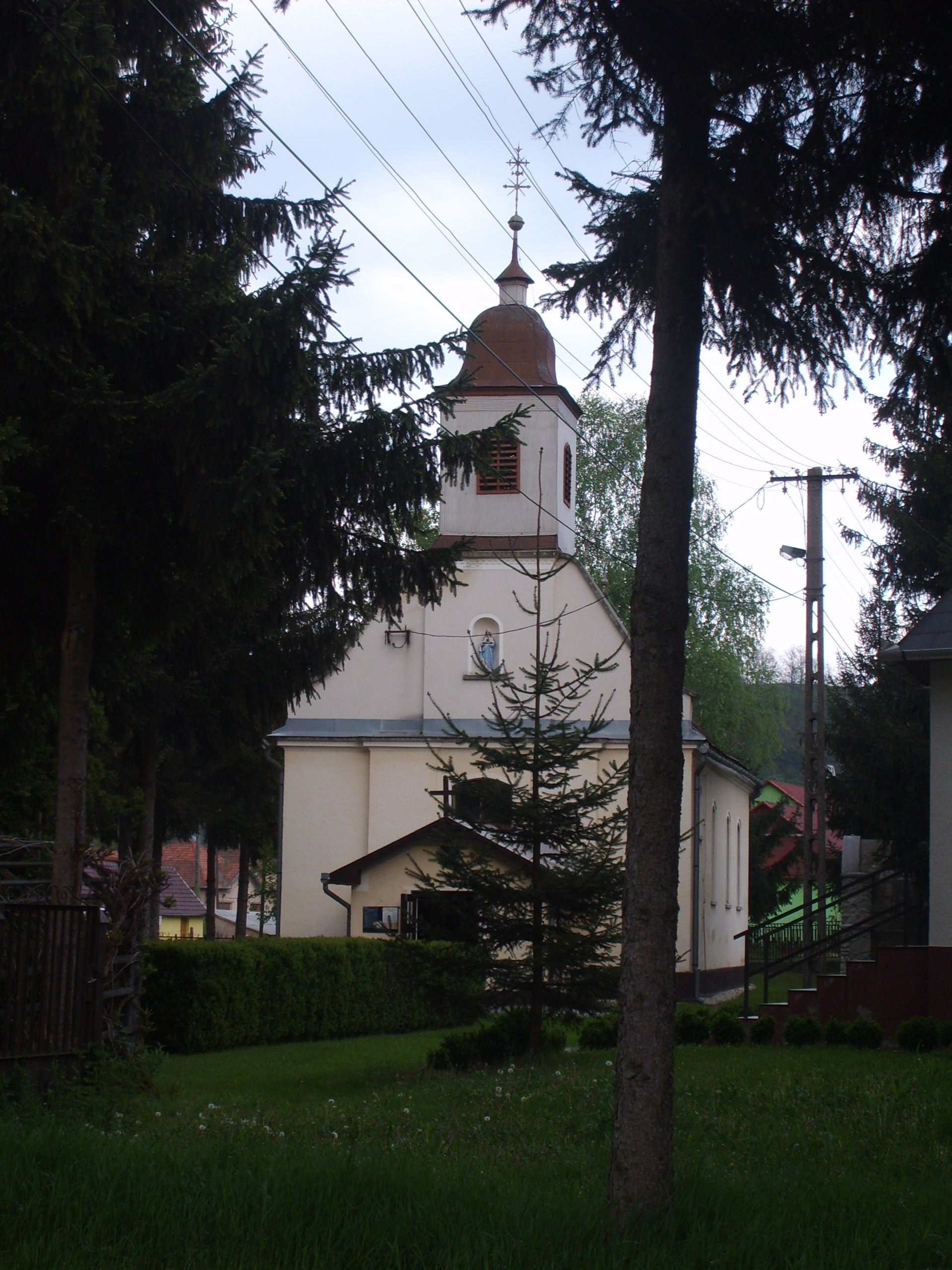
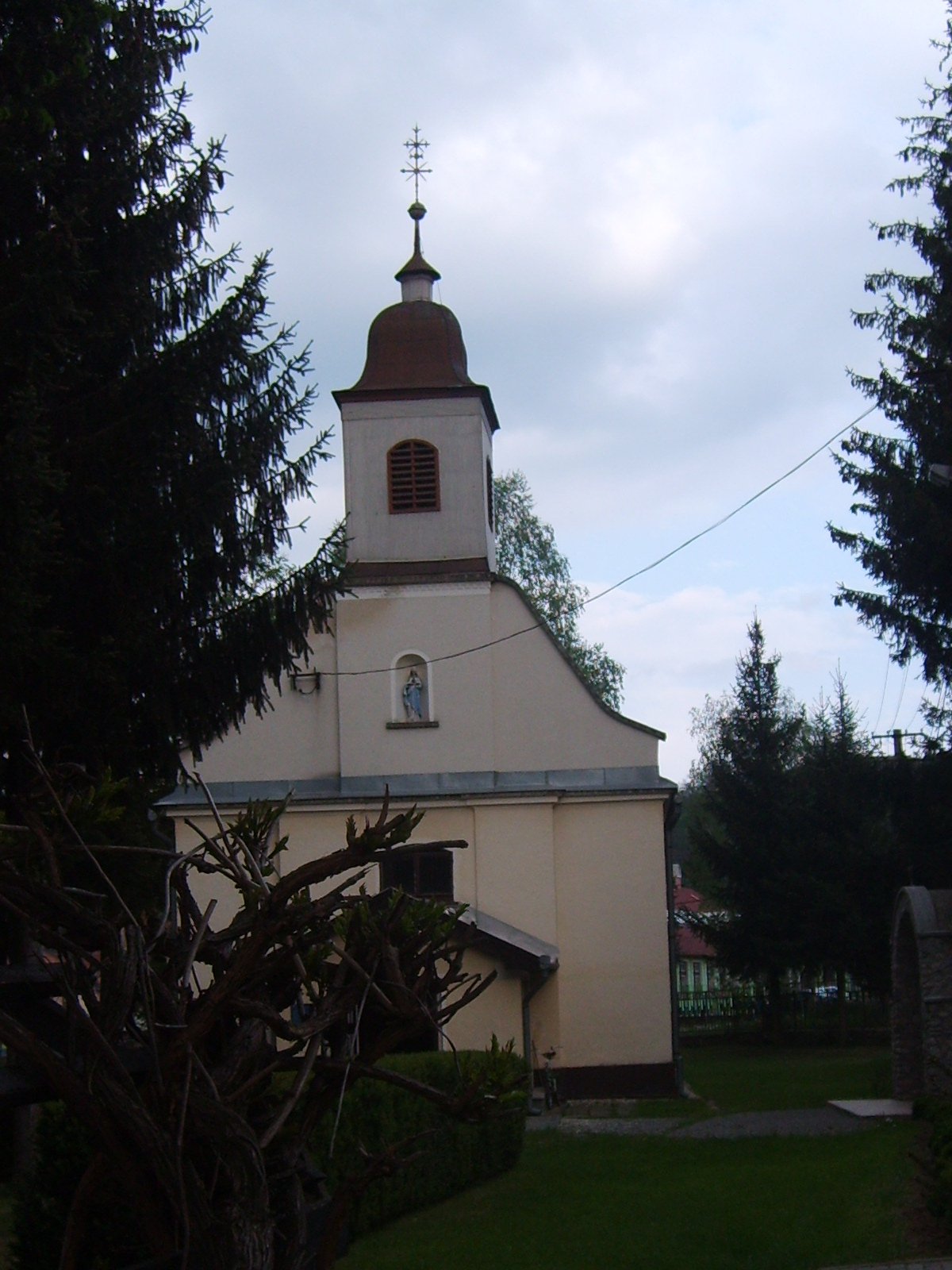

## Testvértelepülés
- Gesztete, Szlovákia
- Bátka, Szlovákia

## Környező települések
Kissikátor 3 km-re, Zabar 10 km-re. A legközelebbi város: Ózd kb. 17 km-re.